# Karl Wittfogel

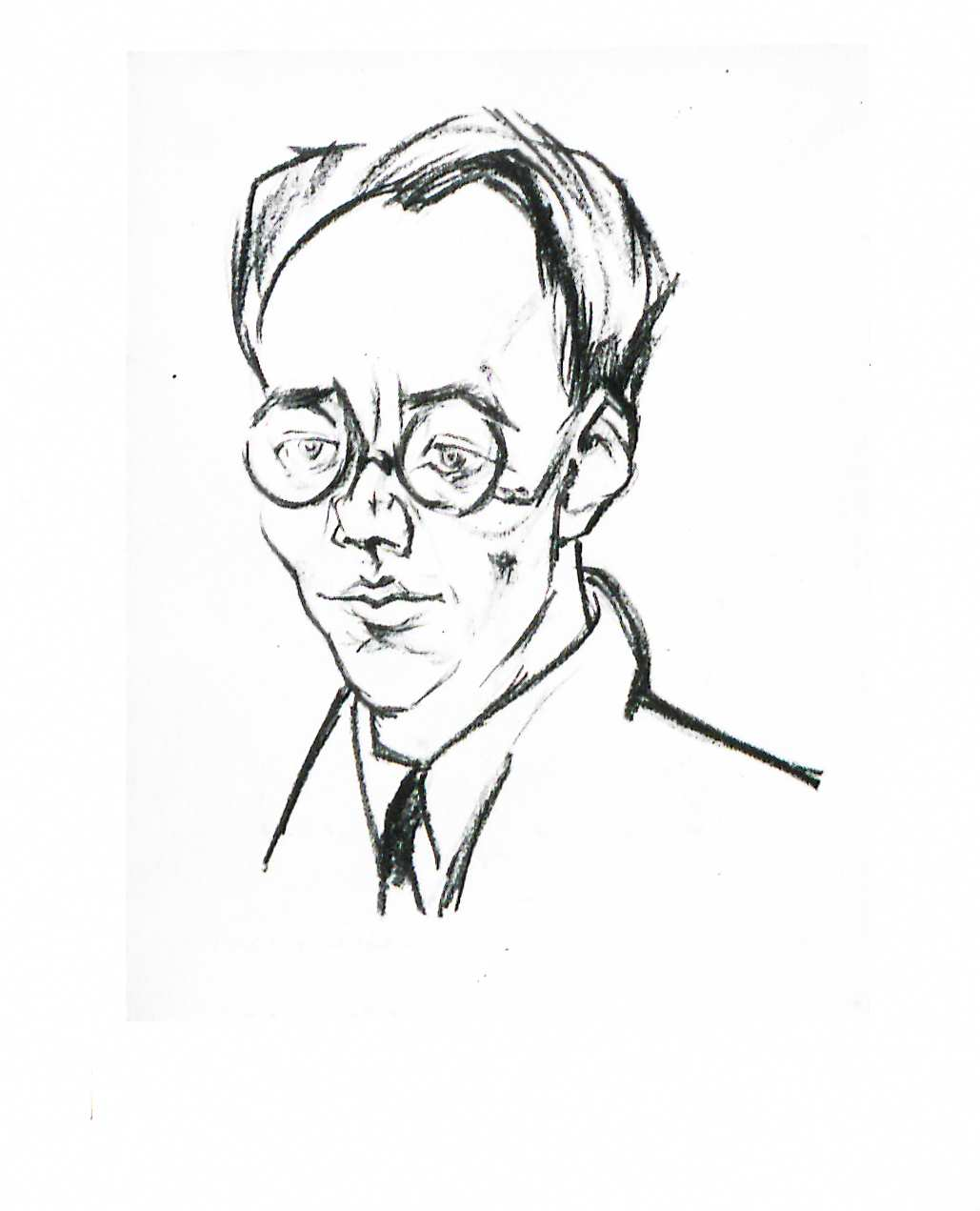
Karikatuur van Karl Wittfogel, 1926

Karl August Wittfogel (Woltersdorf, 6 september 1896 - New York, 25 mei 1988) was een Duits-Amerikaans historicus en sinoloog die vooral bekend is geworden door zijn theorie over despotisme en irrigatie.

## Levensloop
Hij studeerde aan de universiteit van Frankfurt en sloot zich in 1920 aan bij de Duitse communistische partij. Hij ging ook deel uitmaken van de Frankfurter Schule, een linkse filosofische stroming gebaseerd op het marxisme. Toen Hitler aan de macht kwam in 1933 werd hij opgesloten in een concentratiekamp en werd hij vervolgens gedwongen het land te verlaten. Hij emigreerde naar de Verenigde Staten. Hij verkreeg de Amerikaanse nationaliteit in 1939. Door het niet-aanvalspact tussen Duitsland en de Sovjet-Unie (1939) raakte hij zijn vertrouwen kwijt in het communisme en verliet hij de partij. Wittfogel doceerde aan de Columbia-universiteit en de universiteit van Washington tot 1966. In 1957 verscheen zijn grote werk Oriental despotism.

## Oriental Despotism
In dit werk veronderstelt Wittfogel dat irrigatie ervoor zorgt dat sterk gecentraliseerde staten ontstaan. Deze hydraulische beschavingen hebben een sterk gezag nodig om de irrigatie te kunnen regelen. Hiervoor baseerde hij zich vooral op Marx en de Aziatische productiewijze (AMP). Hij bestempelde de volgende beschavingen als hydraulische: het Oude Egypte, Mesopotamië, China, India, Azteekse en precolumbiaans Peru. De irrigatie zorgde ook voor toenemende voedselvoorraad en dit zorgde voor een grotere bevolking. Ook hadden de boeren bescherming nodig en ontstond er zo een militair apparaat. Daarnaast specialiseerde de economie zich en zorgde de complexere economie voor het ontstaan van het schrift.
Ook zorgde het oosters despotisme ervoor dat de Chinese beschaving niet meeëvolueerde. China werd conservatief en stond zoals Japan niet open voor de Westerse invloeden, waardoor het onderontwikkeld bleef.
Tegenwoordig wordt door archeologische vondsten de invloed van irrigatie niet meer zo groot geacht, maar wordt ze eerder gezien als een katalysator voor een centralistisch systeem.

## Belangrijke werken
- 1926: Das erwachende China: Ein Abriss der Geschichte der gegenwartigen Probleme Chinas
- 1929: Geopolitik, geographisches Materialismus und Marxismus.
- 1931: Wirtschaft und Gesellschaft Chinas: Versuch der wissenschaftlichen Analyse einer grossen asiatischen Agrargesellschaft.
- 1957: Oriental Despotism: A Comparative Study of Total Power, New Haven, Connecticut, Yale-universiteit Press.